# 劉婉儀 (宋高宗)
劉婉儀（？—？），南宋高宗妃嬪。紹興十七年（1147年）為紅霞帔，紹興十九年（1149年）封宜春郡夫人。紹興二十二年（1152年）進封才人，宮中號劉婉容為大劉娘子，劉才人為小劉娘子。紹興二十八年（1158年）進封婉儀。因美貌出眾，極受高宗寵倖。但劉氏貪婪無度，曾暗示廣州蕃商進獻香藥、明珠，許以官爵。又干預朝政，與御醫王繼先勾結，謀害抗金將領劉錡，紹興三十一年（1161年）被高宗廢黜。哥哥劉伉，累官和州防禦使、知閤門事。